# Wilhelm Schneemelcher sen.
Wilhelm Christoph Robert August Schneemelcher (* 14. Juni 1872 in Berlin; † 20. Oktober 1928 ebenda) war ein deutscher evangelischer Theologe.

## Leben
Nach dem Studium der Evangelischen Theologie an den Universitäten Berlin (vor allem bei Adolf von Harnack) und Marburg promovierte Schneemelcher 1897 in Berlin und legte 1898 seine erste theologische Prüfung ab. 1902 wurde er im Berliner Dom ordiniert. Anschließend wurde er Pfarrer am großen Friedrichs-Waisenhaus in Berlin-Rummelsburg, 1906 auch Erziehungsleiter. 1914 wechselte er in ein Pfarramt der Dorotheenstädtischen Gemeinde in Berlin.
1902 wurde Schneemelcher zum Generalsekretär des Evangelisch-Sozialen Kongresses (ESK) gewählt und übte dieses Amt nebenamtlich bis 1923 aus. Er gab die Monatsschrift Evangelisch-Sozial heraus, in der er viele Aufsätze veröffentlichte. 1917 nahm er an der Gründung des „Volksbundes für Freiheit und Vaterland“ teil und gehörte dessen Arbeitsbeirat an. 
Sein gleichnamiger Sohn Wilhelm Schneemelcher war ebenfalls evangelischer Theologe und wurde Professor in Bonn.

## Schriften
- Religion und Sozialismus: sieben Vorträge gehalten beim 5. Weltkongress für Freies Christentum und Religiösen Fortschritt. Protestantischer Schriftenvertrieb, 1910.